# Heber Curtis
| Odkryte planetoidy: 1 | Odkryte planetoidy: 1 |
| --------------------- | --------------------- |
| (23400) A913 CF       | 11 lutego 1913        |

Heber Doust Curtis (ur. 27 czerwca 1872 w Muskegon w stanie Michigan, zm. 9 stycznia 1942 w Ann Arbor) – amerykański astronom, dyrektor obserwatoriów astronomicznych University of Michigan.
Najbardziej jest znany z udziału w 1920 roku, wraz z Harlowem Shapleyem, w Wielkiej Debacie na temat natury mgławic, galaktyk i rozmiarów Wszechświata. Zajął w niej stanowisko, jak się później okazało słuszne, że obserwowane przez astronomów mgławice spiralne są w rzeczywistości oddzielnymi galaktykami, podobnymi do naszej, podczas gdy jego oponent przekonywał, że mgławice te to chmury gazu w obrębie jednej wielkiej Galaktyki, która wypełnia cały Wszechświat.
Odkrył jedną planetoidę w 1913 roku. Odkrył także cztery obiekty, uznane wówczas za gwiazdy nowe, a po późniejszym poznaniu ich natury, zaliczone do nowej klasy – supernowych; były to: SN 1901B, SN 1912A (niezależny odkrywca: Pease), SN 1914A i SN 1915A.
Na cześć astronoma nazwano krater Curtis na Księżycu.